# Психоделический транс
Психоделический транс, также психоделик-транс (англ. psychedelic trance), пситранс или псай-транс (англ. psytrance) или просто псай (англ. psy) — направление в электронной музыке, отделившееся от гоа-транса в середине 1990-х годов.

## Гоа-транс
Основные элементы культуры псай-транса и гоа-транса совпадают. Для их создания используется одинаковый инвентарь, концерты (вечеринки, рэйвы) проводятся по схожим схемам, поклонники и того, и другого жанра в народе называются «трансерами», у них одинаковая атрибутика: «кислотные» цвета и рисунки, знаки «ॐ» и пр.
Основное отличие, как следует из названия — музыкальный акцент на «психоделии», в то время как центральной темой гоа-транса традиционно является ритм и танец. Псай-транс подразделяется на многочисленные дополнительные жанры, устремлённые либо в «жёсткую» сторону (dark psy), либо в «мягкую» (psybient), либо во все стороны сразу (suomisaundi). К настоящему времени наиболее «мейнстримовым» стал так называемый «фулл-он», который, как правило, строится по определённым ритмическим правилам, достаточно гармоничен и мелодичен и подходит большинству любителей жанра.

## География
Наиболее популярен псай-транс в Западной Европе, Скандинавии, Израиле и России, в последние годы растёт его популярность в Японии, Восточной Европе и СНГ, странах Латинской Америки, Австралии, ЮАР. Концерты, среди которых достаточно большие мероприятия в клубах («индоры») или на природе («опенэйры»), собирают сотни и тысячи человек. Обычно мероприятия проходят ночью, хотя бывают и фестивали, длящиеся по нескольку дней. Обзор летних фестивалей 2010 года выявляет тенденцию, что фестивали становятся всё протяженней по времени а география проведения в основном сосредоточена в Европе.

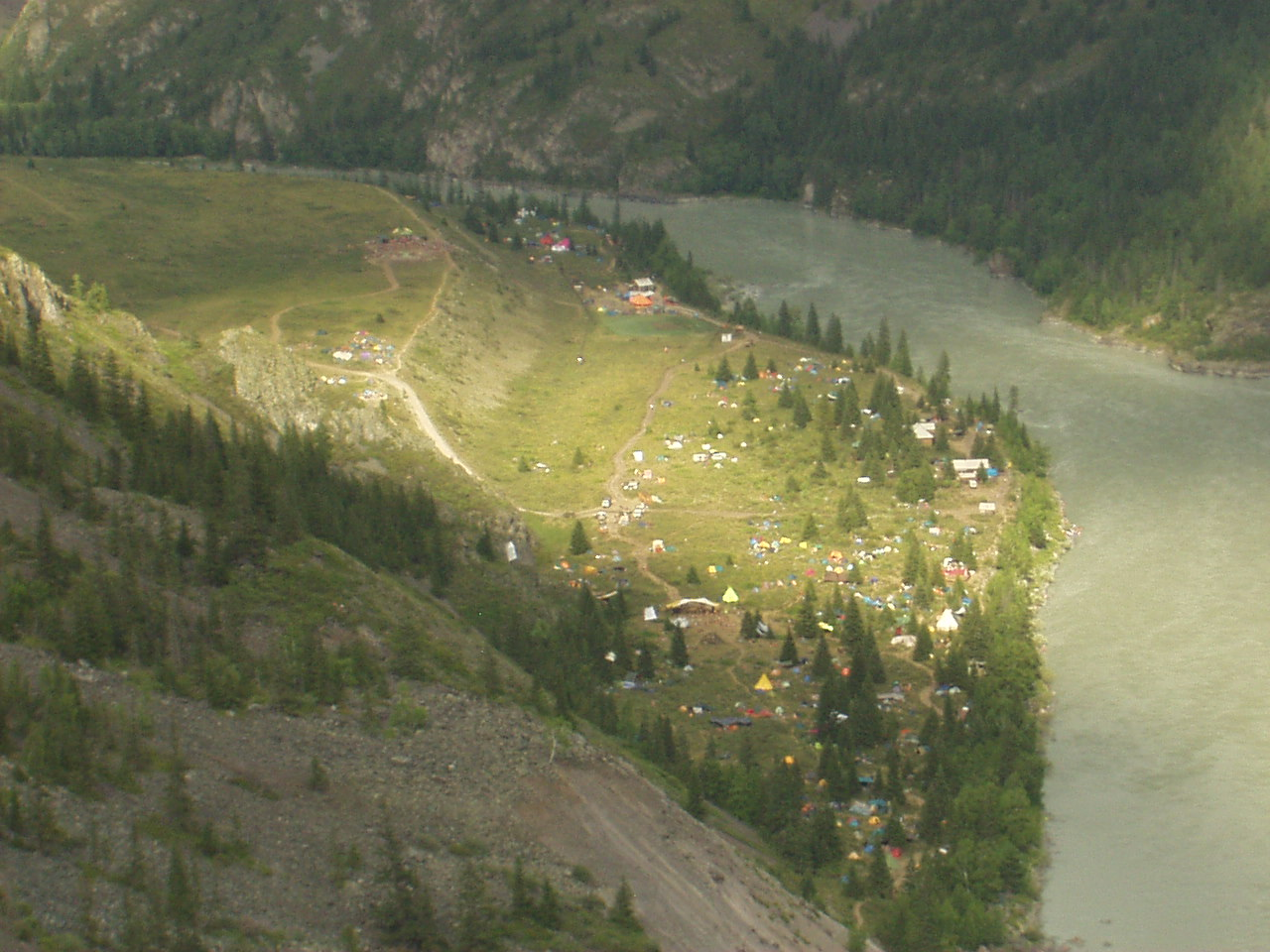
Территория трансового фестиваля «Хан-Алтай», август 2008 г. (сегодня на этом месте находится резиденция «Алтайское подворье»)

Израильские музыканты на данный момент, вероятно, являются ведущими мировыми производителями этой музыки, наиболее характерным представителем можно назвать Astrix, InterSys, Indra, Yahel, Sesto Sento, Skazi, Gataka, DiComPres, (Astral Projection, при этом, скорее относится к гоа-трансу). Помимо израильских и западноевропейских проектов в последнее время также становятся популярными коллективы из таких стран, как Греция (Wizzy Noise, Ion), Украина (SynSUN, Zymosis), Сербия (Alternative Control), ЮАР (Protoculture, en:Rinkadink, Artifakt), Мексика (Lamat), Бразилия (Audio X, Aeon Pulse), Япония (Ziki), Люксембург (SonicVisions), Чили (Ovnimoon) и др. Особенную роль в развитии психоделик-транса в мире занимает и российская сцена, наиболее яркие представители это проекты: Fungus Funk, Wishi, Dissociactive, Pantomiman, Sulima, Kindzadza, Psykovsky, G-Light, Formatic, Psycoholic, Montti.
К стилю psytrance могут относить и популярный израильский проект Infected Mushroom, а также популярный британский Shpongle, хотя творчество этих коллективов нельзя отнести к какому-то одному стилю.
Некоторое время назад (90е) клипы и композиции в стиле психоделик-транс можно было увидеть и услышать на таких популярных каналах и радиостанциях как MTV, МузТВ (проект МузТВ-Теленочь), BBC и т. д. Сегодня по меркам большинства музыкальных СМИ музыка данного жанра считается неактуальной и в теле- и радиоэфире почти не звучит. Этому, помимо прочего, способствуют многочисленные отсылки к галлюциногенным наркотикам, в той или иной форме встречающиеся во многих альбомах и композициях. Другие популярные темы — эзотерика, космология, сознание.

## Dark в России
В России от «фулл-она» по уровню известности и численности сторонников отличается т. н. dark psy («дарк транс» или просто «дарк») — экспериментальное направление психоделического транса, отличительными признаками которого является мрачная инфернальная эстетика в традициях хардкора, и насыщенность всевозможными эффектами, шумами, семплами из фильмов ужасов, криками. Идеи, лежащие в dark трансе, сочетают аспекты психоделичности с мрачной эстетикой, тяжёлыми синтезированными fx-звуками и семплами.
Крупные транс-мероприятия обязательно оборудуются «дарк-танцполом». «Главный» танцпол для «обычного» транса в таком случае называется «мэйн» (англ. main — «главный»). Стандартным стилем для мэйна по идее должен быть фулл-он, однако зачастую привыкшие к интенсивным стимулирующим ритмам диджеи на мэйне скатываются в тот же дарк, который может быть труден для длительного восприятия для собравшихся на мэйн поклонников фулл-она. Спасения искать приходится в «чилауте» — зоне расслабляющей психоделической музыки, отсутствие которой на нормальном транс-мероприятии считается моветоном.